# Camponotus descarpentriesi
Camponotus descarpentriesi — вид мурашок підродини Formicinae.

## Поширення
Ендемік Мадагаскару. Трапляється на пасовищах та ерікоїдних заростях центральної височини.

## Опис
Тіло чорного забарвлення з нечисленними білими щетинками.

## Спосіб життя
Поживу шукає на землі, у листяній підстилці, рідше на нижньому ярусі рослинності.